# سيلة الحنكة (الملاح)

تعديل مصدري - تعديل

سيلة الحنكة هي إحدى قرى عزلة الملاح بمديرية الملاح التابعة لمحافظة لحج، بلغ تعداد سكانها 130 نسمة حسب تعداد اليمن لعام 2004.